# جيمس كارتر (رياضي)
جيمس كارتر (بالإنجليزية: James Carter)‏ مواليد 7 مايو 1978 في بالتيمور، الولايات المتحدة، هو قافز حواجز أمريكي متخصص في 400 متر حواجز. شارك في دورة الألعاب الأولمبية.

## الميداليات
| الميدالية | المسابقة                       |
| --------- | ------------------------------ |
| فضية      | بطولة العالم لألعاب القوى 2005 |

## روابط خارجية
- جيمس كارتر على موقع الاتحاد الدولي لألعاب القوى (الإنجليزية)
- جيمس كارتر على موقع أوليمبيديا (الإنجليزية)
- جيمس كارتر على موقع اللجنة الأولمبية والبارالمبية الأمريكية (الإنجليزية)